# JATO
JATO ist die Abkürzung für Jet Assisted Take Off (englisch für strahlantriebsunterstützter Flugzeugstart). Statt dieses Begriffes wird auch die präzisere Bezeichnung RATO für Rocket Assisted Take Off (englisch für raketenunterstützter Flugzeugstart) verwendet. Es ist ein System, um schwer beladenen Flugzeugen den Start auf kurzen Startbahnen zu erleichtern, indem durch kleine Raketen zusätzlicher Schub erzeugt wird. Es gibt auch Anwendungen, bei der die Flugzeuge aus dem Stand gestartet werden und damit keine Startbahn mehr benötigen. Heute werden in der Regel Feststoffraketen für JATO/RATO verwendet.

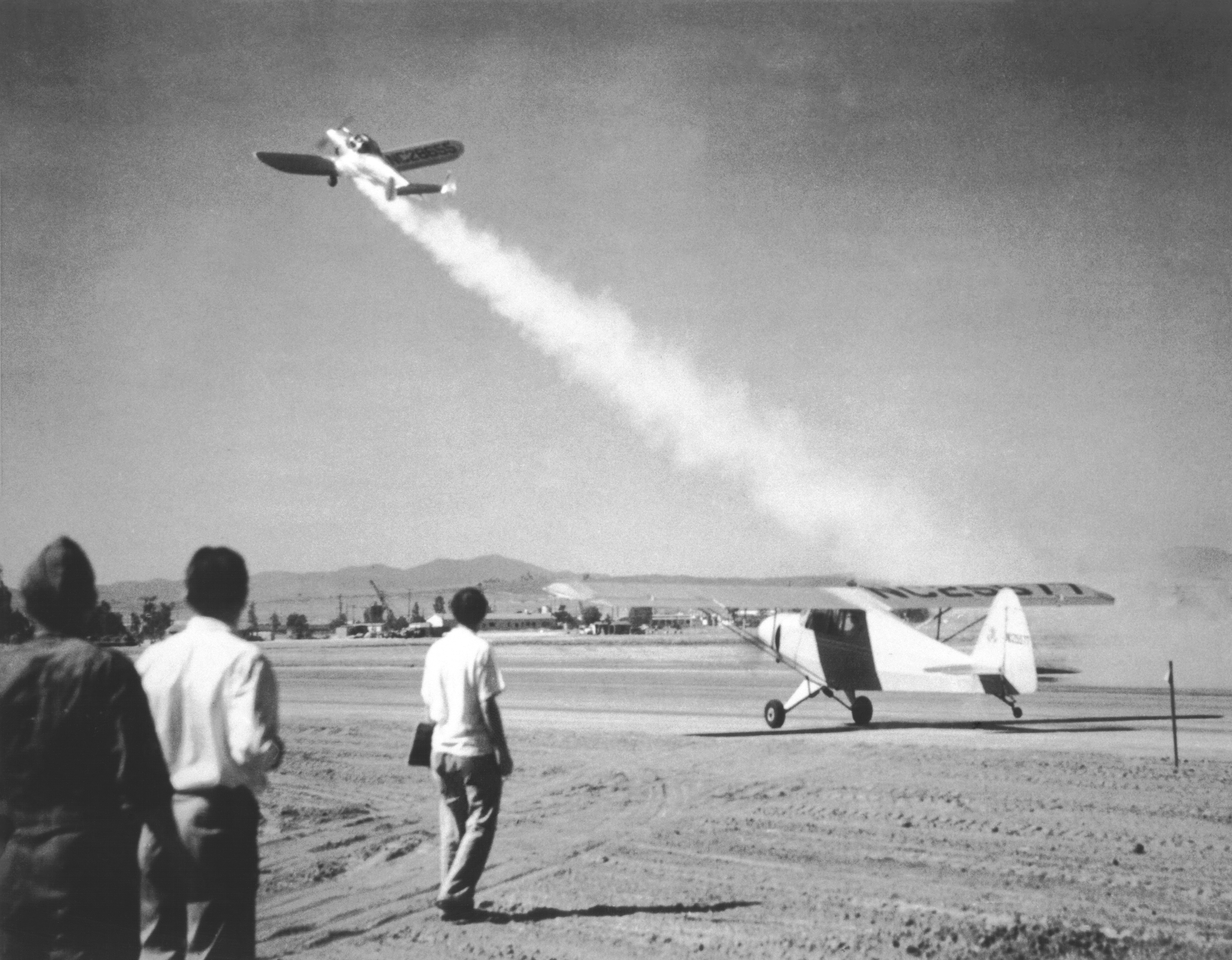
Start des ersten JATO-unterstützten Flugzeugs der Vereinigten Staaten (1941)

## Entwicklung
In den 1920er-Jahren wurde in Deutschland zum ersten Mal damit experimentiert, Segelflugzeuge mit Hilfe von Raketen in die Luft zu bringen und Lastensegler bei der Landung zu bremsen. Brauchbare JATO-Systeme wurden erst im Zweiten Weltkrieg entwickelt.

### Zweiter Weltkrieg

#### Royal Air Force
Die Royal Air Force führte ein System zum Start von Jagdflugzeugen von Handelsschiffen ein. Benutzt wurden recht große Flüssigkeitsraketen, die am Bug montiert waren, um Flugzeuge (meist die Hawker Hurricane) von einer kleinen Rampe aus zu starten; das System bot Schutz vor deutschen Spähflugzeugen. Die Rakete wurde nach dem Start ausgeklinkt und versank im Meer. Da eine Landung auf den Schiffen nicht möglich war, sprangen die Piloten nach dem Einsatz mit dem Fallschirm ab oder versuchten zu wassern, um von einem der Begleitschiffe wieder aufgenommen zu werden. Ein erneuter Start mit demselben Flugzeug war damit nicht möglich.

#### Luftwaffe

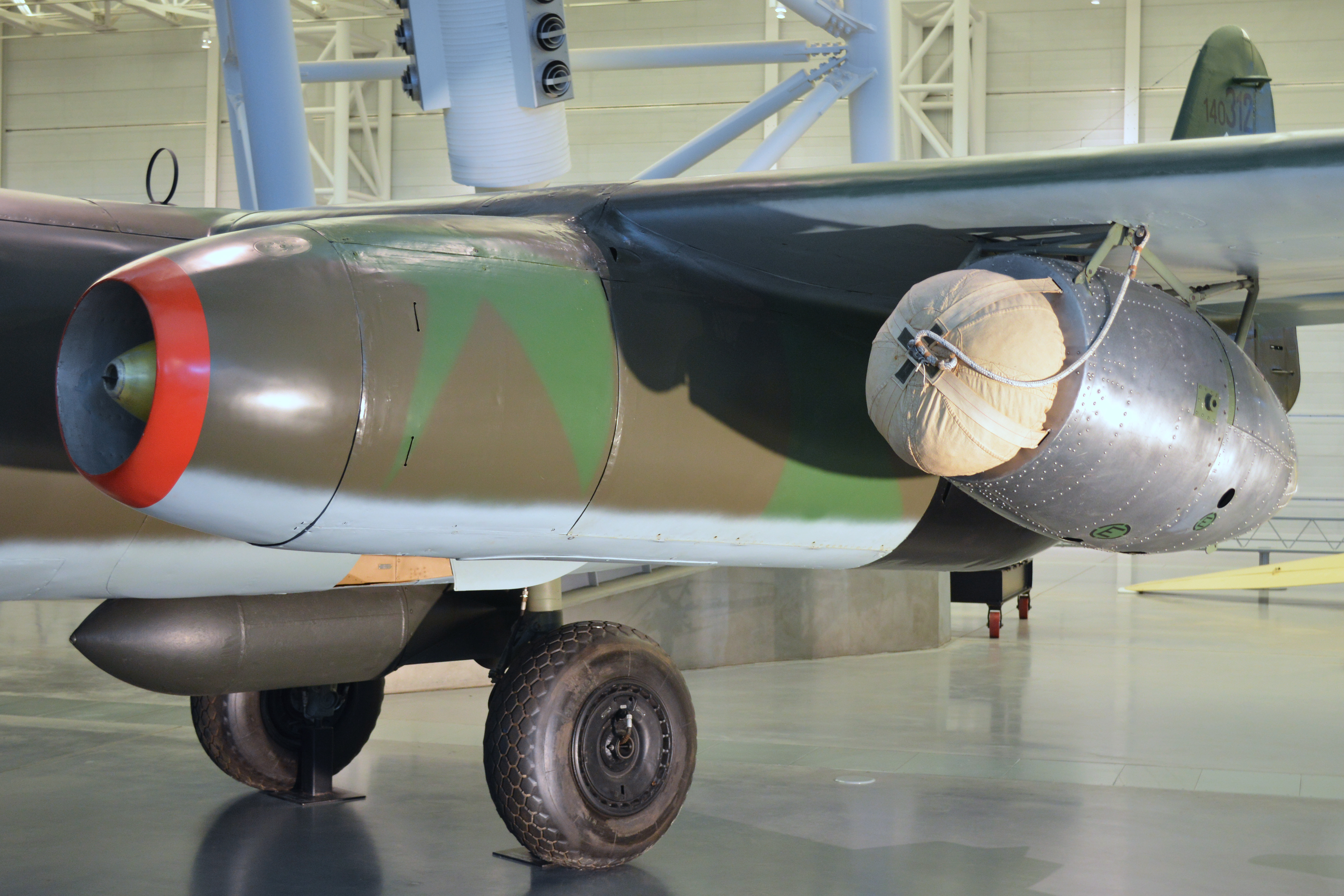
Flüssigtreibstoff-Starthilfsrakete Walter HWK 109-500 (rechts) aus dem Zweiten Weltkrieg mit Fallschirmpaket an einer Arado Ar 234

Die Luftwaffe benutzte die JATO-Technik, um ihren kleineren, aber stark beladenen Bombern in die Luft zu helfen, welche sonst zu lange Startbahnen benötigt hätten. Dies wurde insbesondere wichtig, als die Startbahnen militärischer Flughäfen im Laufe des Krieges durch Bomben der Alliierten immer mehr zerteilt wurden. Das deutsche System benutzte in der Regel Walter HWK 109-500 Starthilfe-Raketenantriebe, die Wasserstoffperoxid als Treibstoff nutzten.
Die Raketen waren als Paar pro Flugzeug unter den Tragflächen montiert und wurden nach dem Start abgeworfen. Ein Fallschirm an der Vorderseite der Raketen bremste den Fall, sodass das System wiederverwendet werden konnte.
In anderen deutschen Experimenten wurde auch versucht, Abfangjäger wie die Messerschmitt Me 262 beim Start oder Steigflug zu unterstützen, um feindliche Bomberformationen in der Höhe schneller erreichen zu können. Ähnliche Experimente wurden auch in den späten 1950er-Jahren in der Sowjetunion mit einer modifizierten MiG-19, genannt SM-30, durchgeführt.

#### Sowjetische Luftstreitkräfte
In der Sowjetunion fanden 1931 erste Erprobungen von Startraketen mit der U-1, geflogen von Testpilot S.I. Muchin, statt. Diese wurden von der Technikergruppe des GDL (Gasdynamisches Laboratorium) um W.I. Dudakow entwickelt. 1933 folgten Erprobungen mit der Tupolew TB-1 und Tupolew TB-3, bei denen die maximale Abflugmasse um 33 % erhöht werden konnte. Im Juli 1933 wurde das von Juri A. Pobedonoszew und von der GIRD entwickelte Staustrahltriebwerk WRD-1 getestet, das auch als Hilfsantrieb einer 76-mm-Granate getestet wurde. Zwischen 1939 und 1941 entwickelte Igor Merkulow aus dem Konstruktionsbüro von Alexei J. Schtscherbakow eine Serie von Staustrahlrohren, DM-1, DM-2, DM-3, DM-4, die unter den Flügeln von Flugzeugen vom Typ I-152 und I-153 montiert wurden. Zwischen 1943 und 1946 wurden die RD-1-, RD-1ChS-, RD-2- und RD-3-Zusatztriebwerke entwickelt, die im Rumpfheck installiert wurden. Diese wurden insgesamt 400-mal an Flugzeugen der Typen Pe-2, La-7 R, Jak-3, Su-6 und Su-7 getestet, wobei Geschwindigkeitsanstiege bis zu 140 km/h erreicht wurden (bei der Jak-3).

### Nachkriegszeit
Nach dem Zweiten Weltkrieg war JATO ein durchaus übliches Hilfsmittel, bedingt durch den schwachen Schub der damaligen Strahltriebwerke. Mit der steigenden Schubkraft der Triebwerke nahm die Verwendung von JATOs, auch aufgrund der Kosten und des Aufwands, schnell wieder ab. Ende der 1940er Jahre experimentierte die Aerojet Engineering Corp. mit einer Feststoff-Startrakete für Sportflugzeuge, die einen Schub von 250 lbf (1110 N) entwickelte. Die Startstrecke einer voll beladenen Ryan Navion verkürzte sich von 244 m (800 Fuß) auf 92 m (300 Fuß). Die USA testeten die JATO-Technik in den 1950er-Jahren an einer B-47 auf der Edwards Air Force Base in Kalifornien.
JATOs werden heutzutage weiterhin benutzt, allerdings in der Regel nur für Starts unter schwierigen Bedingungen, beispielsweise wenn schwer beladene Flugzeuge von kurzen Startbahnen wie in Grönland abheben müssen. Im Dritten Golfkrieg wurde es z. B. für Transportflugzeuge wie die LC-130 Hercules verwendet, auch in Afghanistan wurde dieses Hilfsmittel von der United States Air Force eingesetzt, um mit dem extra Schub und dem dadurch möglicheren steileren Steigflug schneller an Höhe zu gewinnen und somit potenziellen Gefahren wie Boden-Luft-Raketen und Flugabwehrgeschützen schneller zu entkommen. Die im Westen erfolgten Umbauten der Jagdflugzeuge Lockheed F-104 Starfighter und Dassault Mirage mit zusätzlichen fest montierten Flüssigkeitsraketen bewährten sich gut, waren aber teuer und gefährlich im Einsatz und wurden letztlich durch die technische Weiterentwicklung der Flugzeuge und Flugabwehrraketen obsolet.

### ZELL

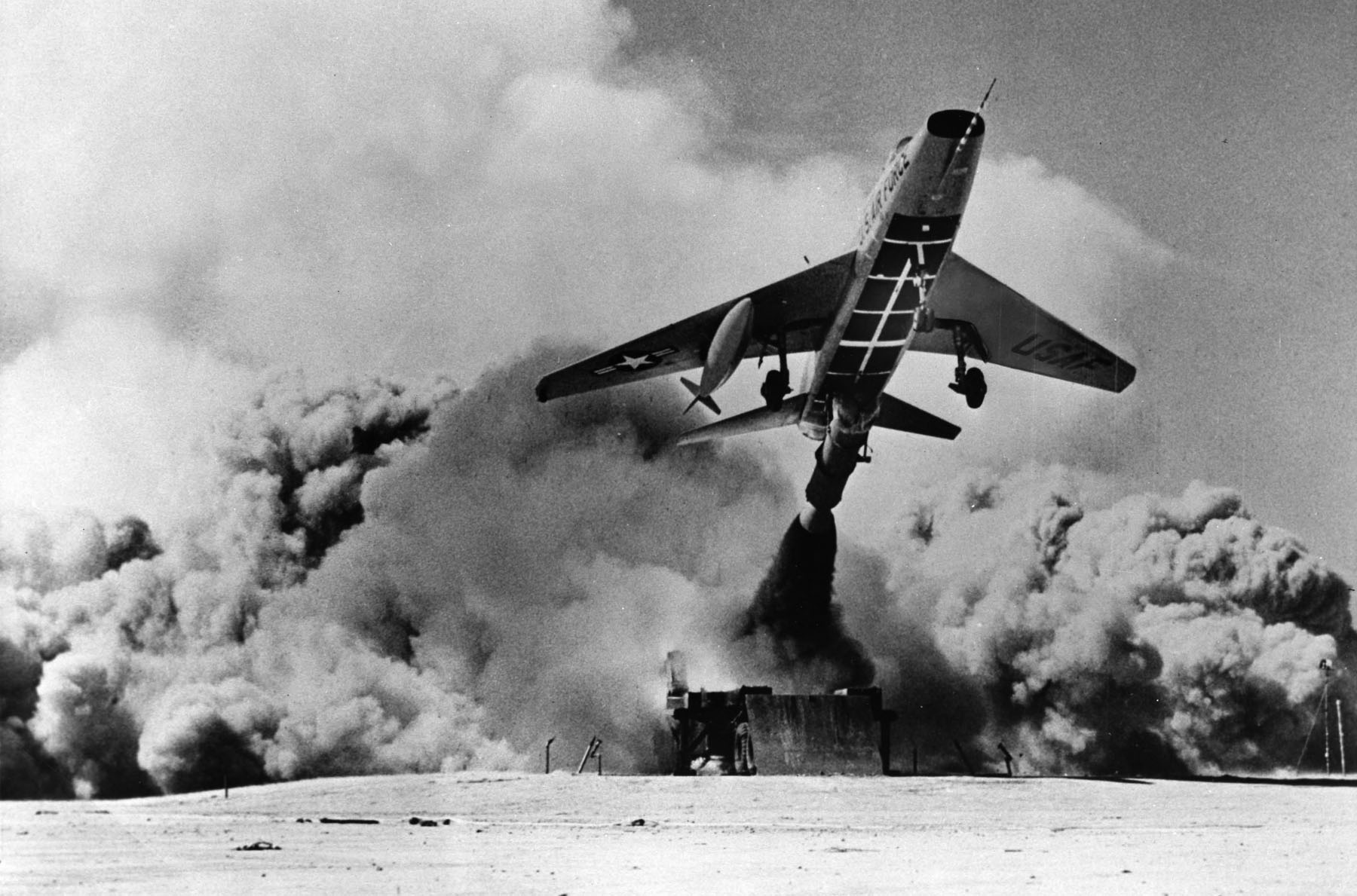
Eine F-100D-60-NA der USAF bei einem ZELL-Erprobungsstart in den Vereinigten Staaten, am Steuer Major R. Titus. Ähnliche Versuche wurden auch in Westdeutschland durchgeführt.

Der Versuch, moderne Jagdflugzeuge, wie etwa den Starfighter, mittels einer einzigen Feststoffrakete praktisch aus dem Stand und ohne jede Startbahn zu starten, wurde in Deutschland und in den Vereinigten Staaten erfolgreich durchgeführt. In Deutschland wurden solche Tests unter der Bezeichnung ZELL (Zero Length Launch) durchgeführt. Beim Jagdbombergeschwader 32 in Lechfeld wurde eine Startvorrichtung errichtet und sieben Teststarts durchgeführt. Dabei lag der Schub des Boosters bei 274,4 kN, was ausreichte, um die maximal 10 Tonnen schwere Maschine in 8 Sekunden auf etwa 500 km/h zu beschleunigen. Die hohen Kosten von 115.000 DM pro Start, vor allem aber die geänderte NATO-Strategie, führten relativ schnell zur Einstellung des Programmes.

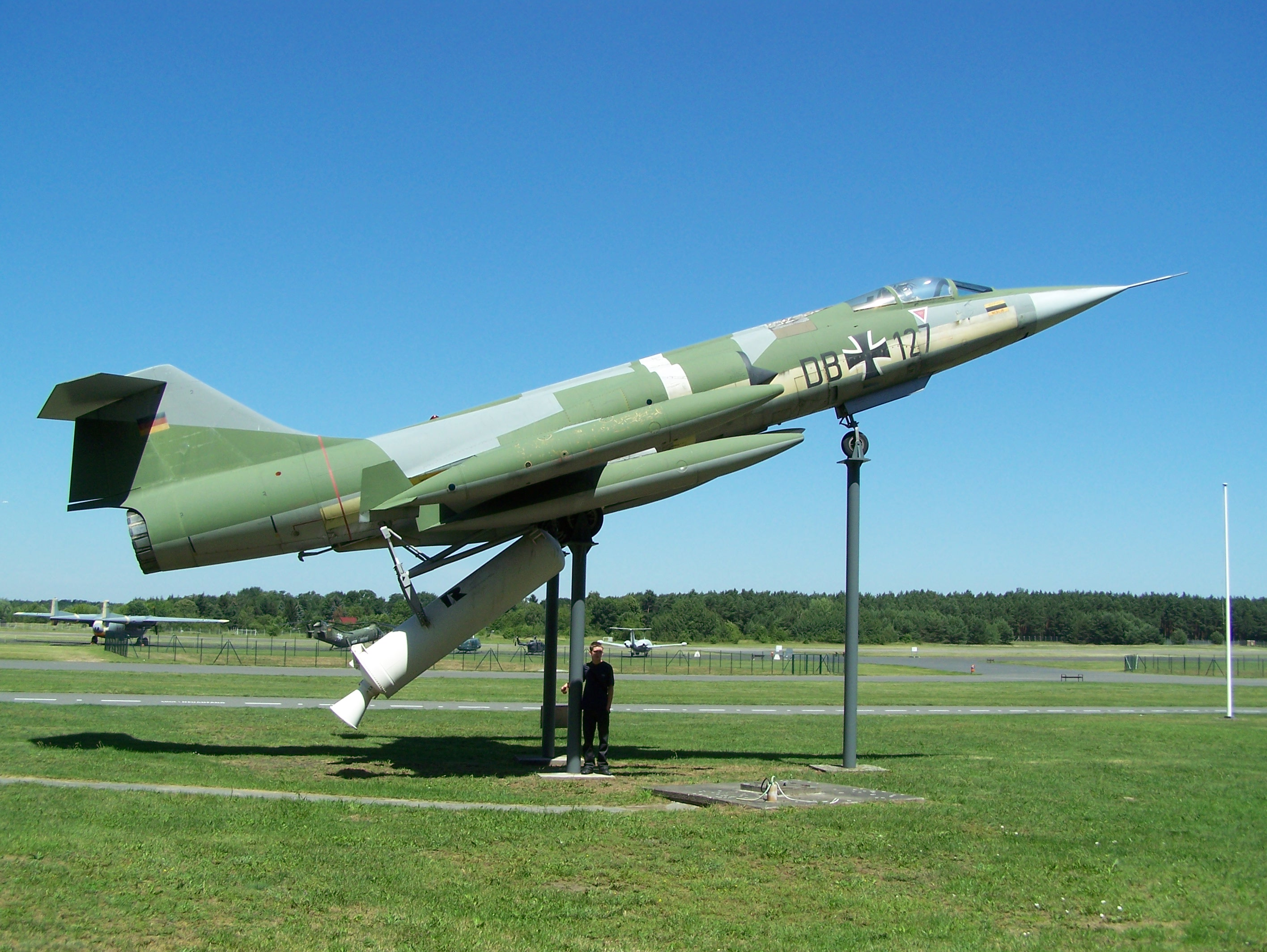
Lockheed F-104G „Starfighter“
(mit Start-Booster) im Militärhistorischen Museum Flugplatz Berlin-Gatow

Es gibt auch Drohnen, wie die 6 Tonnen schwere Tupolew M-141, die mit JATO ohne Startbahn abheben können.

### Raketenunterstützung im Flug (SEPR)
Bei den Mirage III-Flugzeugen der französischen oder Schweizer Luftwaffe konnte im hinteren Unterrumpf ein Treibstofftank entfernt und stattdessen ein Raketentriebwerk eingebaut werden. Dieses Zusatztriebwerk hatte eine Brenndauer von insgesamt 80 Sekunden und konnte dreimal eingeschaltet werden. Der Motor diente entweder der zusätzlichen Beschleunigung im Luftkampf oder auch dem Überschießen der Dienstgipfelhöhe auf bis zu 23 Kilometer (75.000 Fuß).

## Verwendung
Das US Navy-Demonstrationsteam, die Blue Angels, benutzte bis Ende 2009 JATO-Raketen, um die Lockheed C-130 Hercules Fat Albert (Dicker Albert) auf weniger als 450 Metern abheben zu lassen und einen besonders steilen Steigflug beim Start zu Beginn einer Flugvorführung zu ermöglichen. Am 14. November 2009 fand der letzte Start unter Verwendung der Starthilfen statt, als Fat Albert in Pensacola zum Abschluss der 2009er Saison der Blue Angels startete.
Operation Credible Sport war in den späten 1980er-Jahren der Plan für eine militärische Operation der Vereinigten Staaten, um von der Islamischen Republik Iran festgehaltene Geiseln mit Hilfe JATO-modifizierter C-130 Frachtflugzeuge zu befreien. Angeblich sollte für diese Variante die Länge eines Fußballfeldes als Lande- und Startstrecke ausreichen. Zur Reduzierung der Landestrecke war geplant, JATO-Triebwerke als Bremstriebwerke im Moment des Aufsetzens bzw. unmittelbar davor zu zünden. Der Plan wurde nicht durchgeführt, da unter anderem bereits der erste Prototyp bei der Testlandung zerstört worden war.

## Bilder

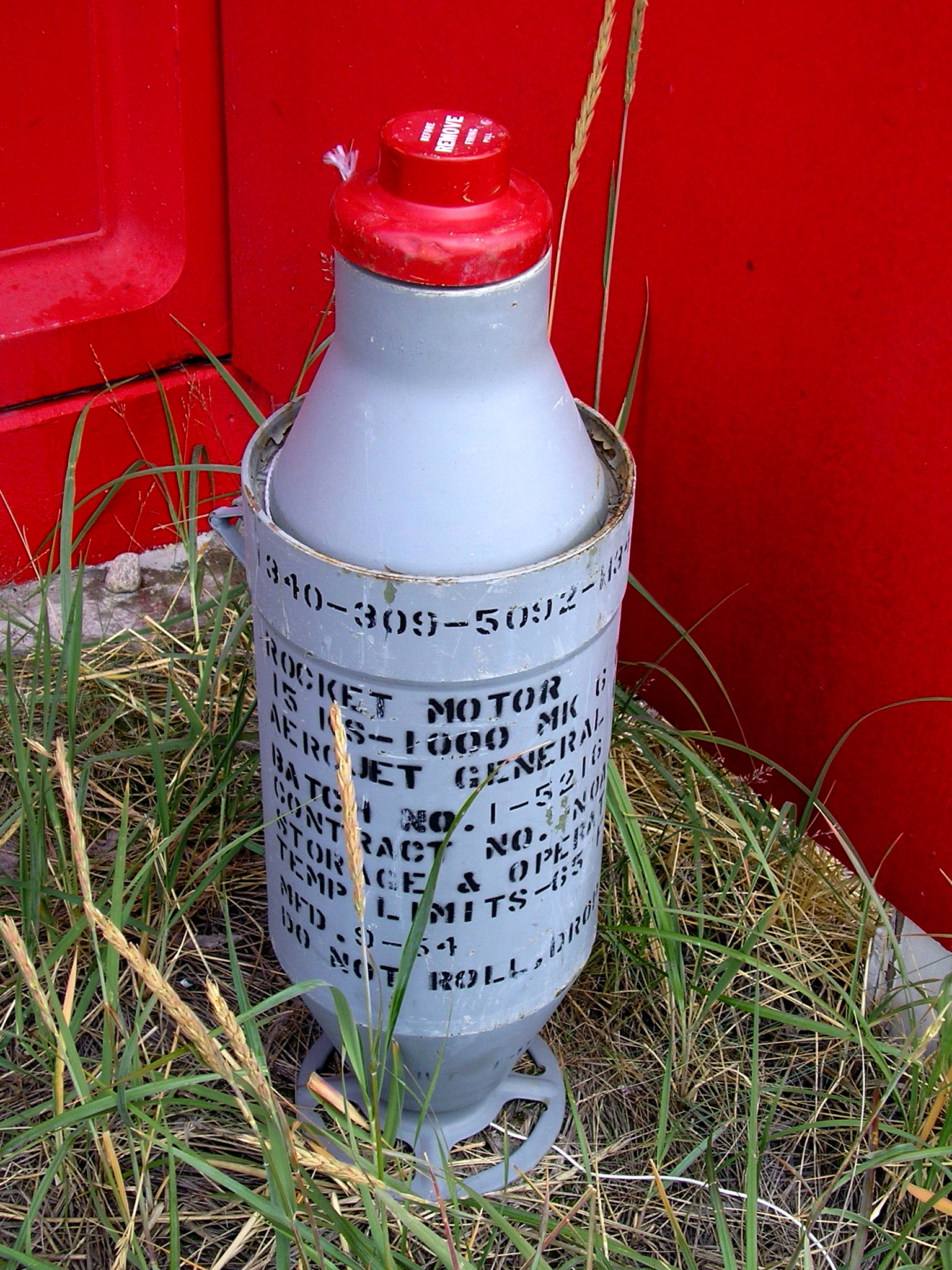
JATO-Raketenantrieb
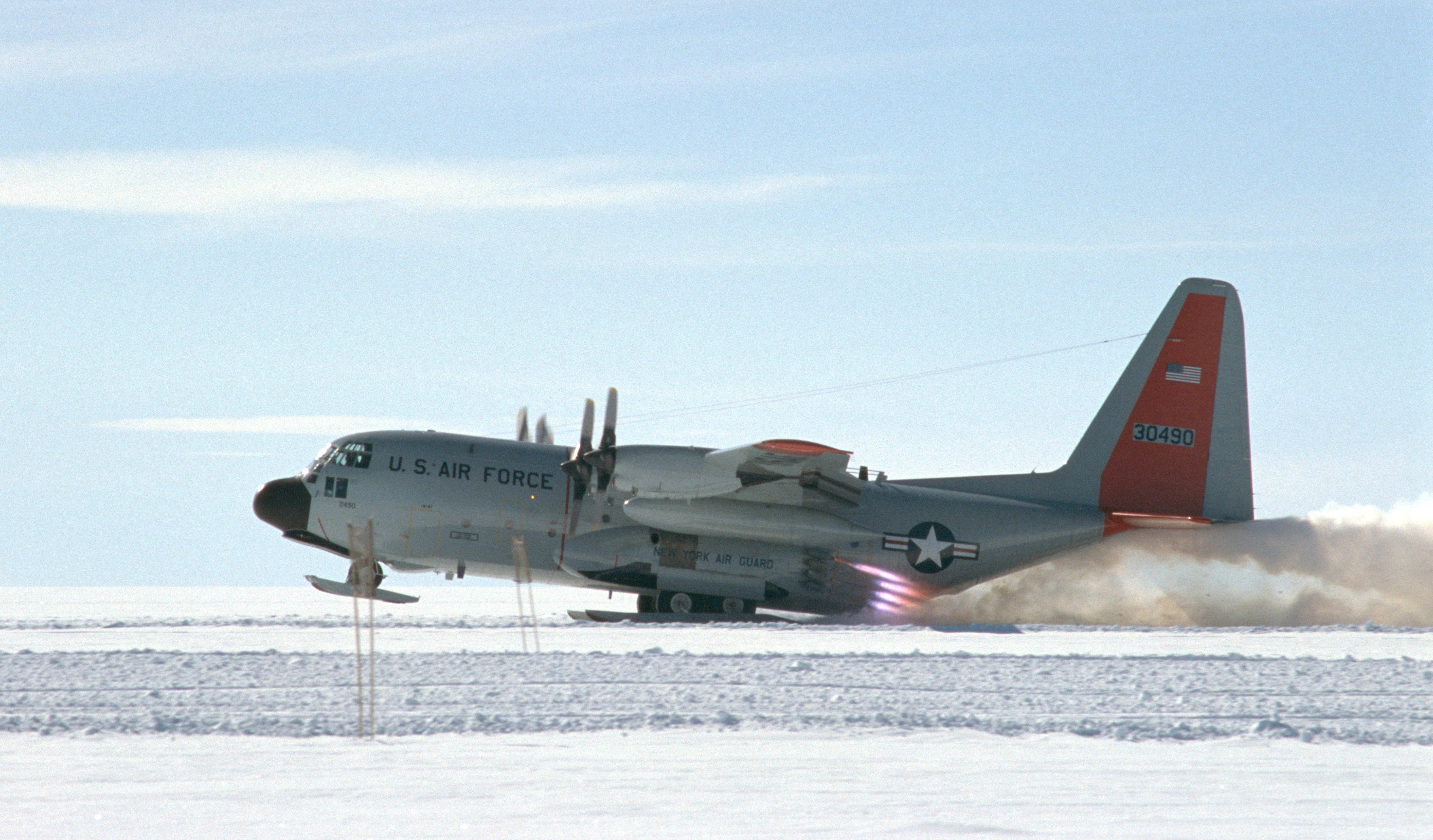
Eine LC-130 Hercules hebt mit Hilfe von JATO-Raketen von einer Schneeoberfläche ab
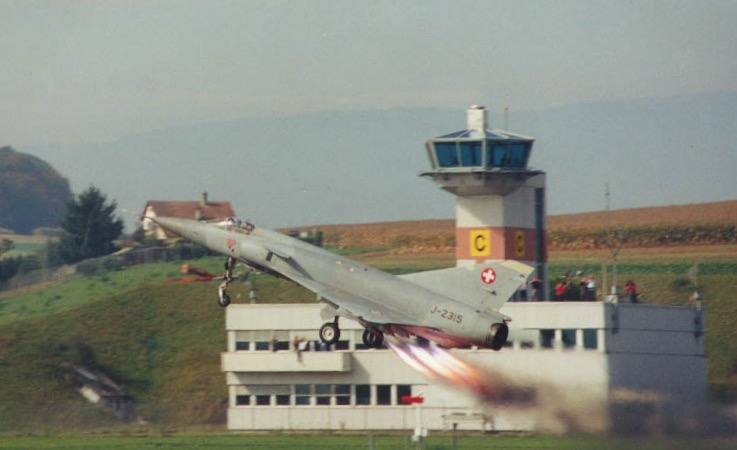
Eine Mirage IIIS der Schweizer Luftwaffe startet mittels JATO
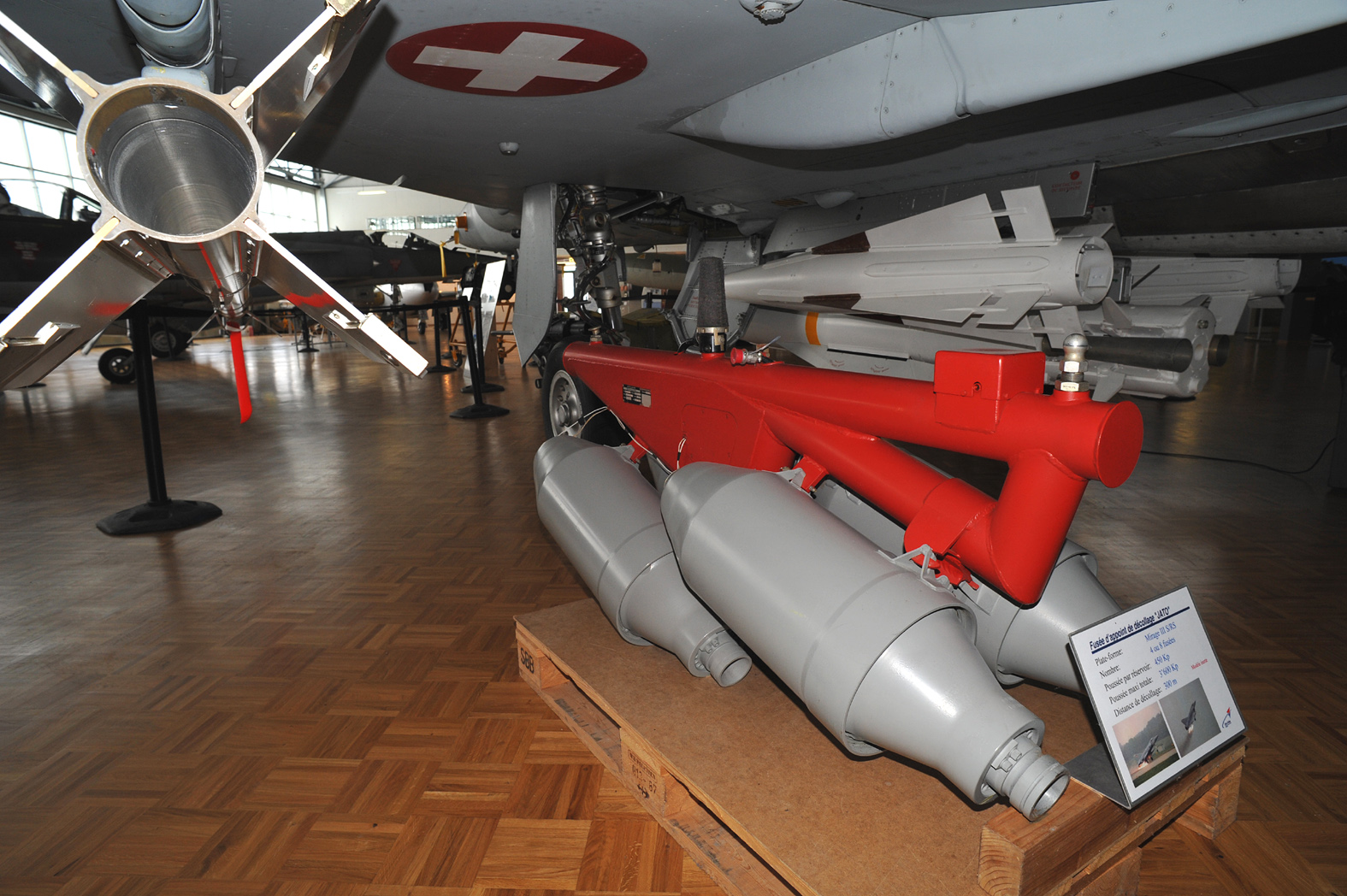
JATO Viererset für Mirage IIIS/RS
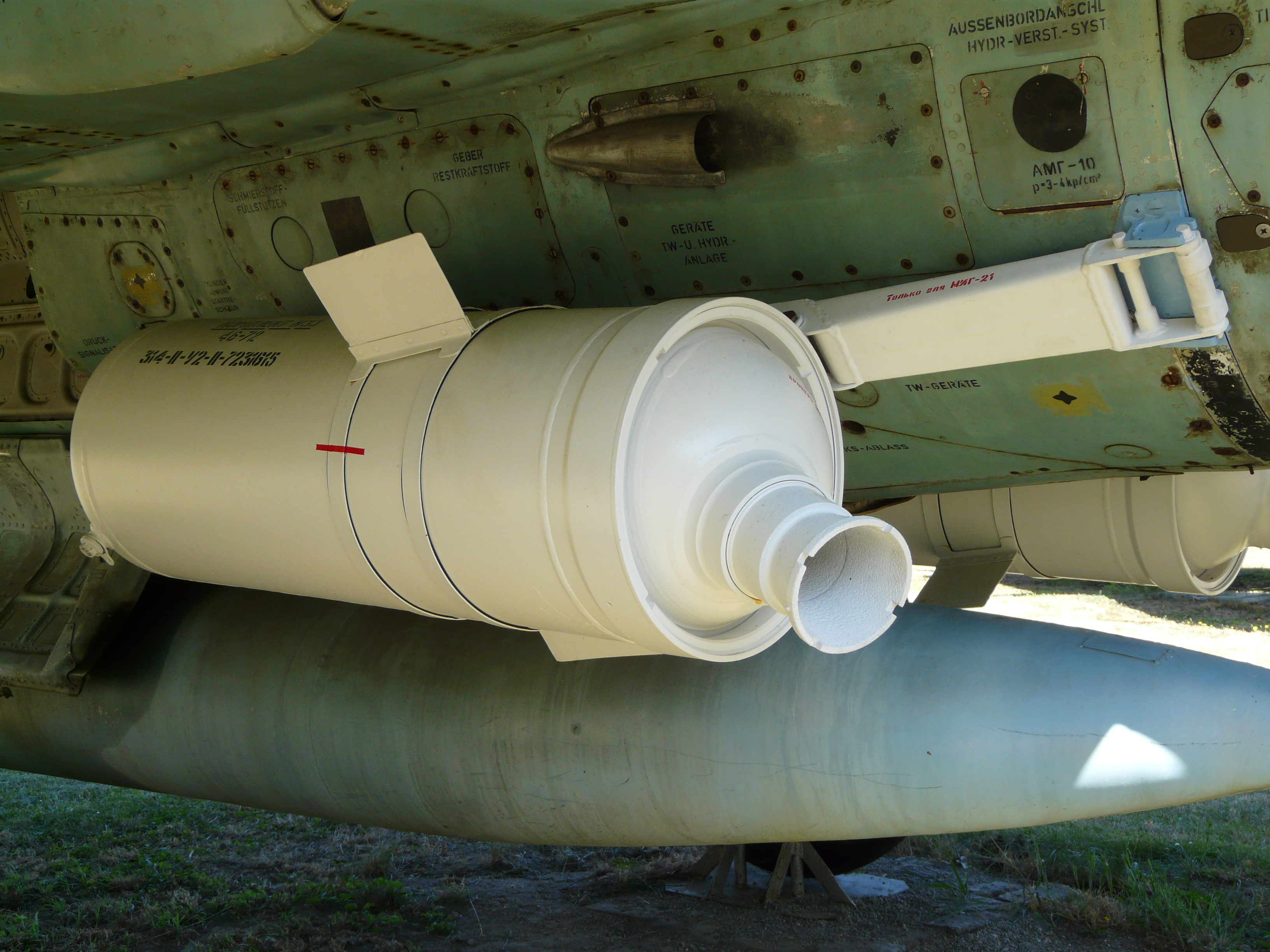
Starthilfsrakete SPRD-99 an einer MiG-21 der NVA